# 델쿠르큰도마뱀붙이
델쿠르큰도마뱀붙이(Hoplodactylus delcourti)는 카웨카웨아우(kawekaweau), 델쿠르 스티키토 게코(Delcourt's sticky-toed gecko), 델쿠르 자이언트 게코(Delcourt's giant gecko)라고도 불리는 멸종한 도마뱀붙이류이며, 주둥이-항문 길이(SVL) 370 mm (14.6 in), 꼬리까지 600 mm (23.6 in)에 달하여 알려진 도마뱀붙이류 중 제일 거대한 종이다. 아마 뉴질랜드의 고유종이었을 것이며, 현지에서는 카웨카웨아우라 불렸다. 델쿠르큰도마뱀붙이가 마오리족의 구전으로 전해져내려오는 카웨카웨아우라는 견해는 논란이 되어왔다.

## 역사
한 마오리 족장은 오늘날에는 테 우레웨라 국립공원(:en:Te Urewera National Park)의 북부 지역에 위치한 와이마나 계곡(:en:Waimana river)의 숲속의 죽은 북부라타나무(:en:Metrosideros robusta) 껍질 밑에서 카웨카웨아우를 죽였다고 기록하였다. 이는 델쿠르큰도마뱀붙이가 살아있는 상태에서 목격된 유일한 기록이다. 그는 이 도마뱀붙이를 "갈색 바탕에 불그스름한 줄무늬가 나있으며 남성의 손목만큼이나 굵다"고 묘사했는데, 이 이야기가 진실인지 거짓인지는 불분명하다. 1986년에 마르세유의 자연사 박물관의 지하실에서 박제된 표본이 발견되었지만, 라벨이 붙어있지 않았기 때문에 표본을 언제 어디에서 발견했는지는 알 수가 없다. 과학자들은 이 표본이 뉴질랜드에서 왔으며, 사실 마오리 족 사이에서 구전으로 전해져 내려오는 덩치 크고 신비한 "카웨카웨아우"라고 결론지었다.

## 어원
종명 delcourti는 프랑스의 마르세유 자연사 박물관(:en:Muséum d'histoire naturelle de Marseille)의 지하실에서 잊혀진 표본을 발견한 박물관 노동자 알랭 델쿠르의 성씨에서 따왔다.